# Godelieve Craenen
Godelieve (Lieve) Craenen (Mechelen, 16 mei 1938) is een emerita professor van de Katholieke Universiteit Leuven. Ze behoorde tot de eerste generatie vrouwelijke professoren aan de Universiteit en was verbonden aan de Faculteit Rechtsgeleerdheid en Criminologische Wetenschappen en de Faculteit Economische en Sociale Wetenschappen (waarvan de Faculteit Sociale Wetenschappen ondertussen afgesplitst is).

## Levensloop
Craenen werd in 1938 in Mechelen geboren. Haar vader bekleedde verschillende functies in de Belgische Boerenbond en haar moeder was lerares secundair onderwijs. Ze heeft drie broers en een zus.
Ze studeerde Grieks-Latijn aan het Koninklijk Lyceum in Leuven. Vervolgens begon ze haar rechtenopleiding aan de KU Leuven. Na haar studies begon ze als onderwijsassistent op het Instituut voor Economisch, Sociaal en Politiek Onderzoek (IESPO). Daarna werd ze tot lector en vervolgens tot hoogleraar benoemd. Ze specialiseerde zich in het publiekrecht. Ze was de eerste voltijdse vrouwelijke hoogleraar aan de Leuvense rechtenfaculteit, waar ze gedurende haar carrière verschillende vakken in het publiekrecht doceerde, o.a. onderwijsrecht en staatsrecht.
Tussen 1963 en 1965 studeerde ze aan de rechtenfaculteit van Harvard University in de Verenigde Staten, waar ze een Master of Laws (LL.M.) behaalde. Hiervoor ontving ze een beurs van de Belgian American Educational Foundation (BAEF).
Ze verdedigde haar proefschrift tot het bekomen van de wetenschappelijke graad van doctor in de rechten over het onderwijsrecht. De begeleiders van haar proefschrift waren Jan de Meyer en Zeger van Hee.
Craenen ging in 2003 met emeritaat.

## Publicaties (selectie)
- Het disciplinair statuut van de onderwijzers, onderwijzeressen en kleuteronderwijzeressen in België en Zweden, dissertatie, 1970
- De bestuurlijke zelfstandigheid van de universiteiten in België : preadvies voor de Vereniging voor de vergelijkende studie van het recht van België en Nederland, 1986,  ISBN 9027125996
- De staatsrechtelijke regeling van aanvaarding en invoering van verdragen in België, 1996, ISBN 9027145172